# 南市河历史文化街区 (南浔)
南市河历史文化街区是浙江省湖州市的一处历史文化街区，南市河由南向北纵贯整个街区，南至人瑞路以南和甲午塘，北至皇御河，西至嘉业路， 东至浔溪中学。历史文化街区保护范围面积79.46公顷，其中核心保护范围面积34.9 公顷，建设控制 地带面积44.56 公顷。
南市河历史文化街区拥有典型的传统江南水乡风貌。建筑大多临水而建，巷弄肌理保存完好，包括南西街、南东街等20余条巷弄。
南市河历史文化街区的建筑很多建于晚清民国时期，不少为中西合璧风格建筑。

## 历史建筑
南市河历史文化街区内有众多历史建筑:
- 嘉业堂藏书楼及小莲庄，全国重点文物保护单位
- 南浔张氏旧宅建筑群，全国重点文物保护单位
- 尊德堂，全国重点文物保护单位
- 大运河（含江南运河南浔段、南浔丝业会馆及刘氏梯号丝商建筑、新市河埠群及南圣堂），全国重点文物保护单位
- 广惠桥，湖州市文物保护单位
- 南浔商会旧址，湖州市文物保护单位
- 求恕里，湖州市文物保护单位
- 兴福桥，市级文保点
- 通利桥，市级文保点
- 生计米行，历史建筑
- 刘氏景德堂旧址，历史建筑
- 周庆云旧宅，历史建筑。